# 프랑스인
프랑스인(프랑스어: Français 프랑세[*])은 프랑스인으로 확인된 민족 그룹과 국민이다. 두 그룹의 관련성은 법적, 역사적 문화적으로 되어있다.
프랑스인들은 대부분 라틴족, 켈트족 출신(로마인, 오크인, 갈리아인)과 게르만족 출신(프랑크족, 유전적 증거는 소수에 지나지 않으나 현대 프랑스인들에게 전해졌다.)들의 후손이며, 프랑스는 오랜 세월 지역 관습과 지역적 차이에 대한 패크워크를 해왔고, 반면 대부분의 프랑스인들은 모어로서는 프랑스어를 하고 노르만어, 오크어, 카탈루냐어, 오베르뉴어, 코르시카어, 바스크어, 프랑스 플라망어, 프랑코니아어, 브르타뉴어 등의 언어들은 일부 지역에서 남아 사용되었다.
현대 프랑스 사회는 인종의 용광로가 되었다고 여겨진다. 19세기 중반부터 높은 수치의 내부의 이동을 경험했고 우주보편적 가치와 함께 포괄적 국가로 정의되는 프랑스 정부는 이민자들이 프랑스적 가치와 문화 규범을 지킬 것이라 예상하고 문화 동화를 지지했다. 오늘날에는 반면 프랑스 정부는 1980년대 중반부터 이민자들에게 약간의 사회 통합만을 요구하면서 새로운 이민자들은 그들만의 독특한 문화를 유지했으며, 프랑스 시민권자들은 여전히 프랑스 법과 마찬가지로 그들의 국적을 시민권과 동일시하고 있다.
프랑스 본토 이외에도 프랑스인들과 프랑스계인들은 세계적으로, 프랑스령 서인도 제도 같은 프랑스의 해외 데파르트망과 해외 영토와 스위스(프랑스계 스위스인), 미국(프랑스계 미국인), 캐나다(프랑스계 캐나다인), 아르헨티나(프랑스계 아르헨티나인, 브라질(프랑스계 브라질인) 또는 우루과이(프랑스계 우루과이인)들과 같은 뛰어난 프랑스어 구사자 그룹이 있는 외국에서 발견될 수 있으며, 그들 중 일부는 프랑스 문화 정체성을 지녔다.

## 시민권과 법적 거주지
프랑스 헌법의 첫 조항에 따르면 프랑스인은 출신, 인종 또는 종교에 상관없이 프랑스 시민을 말한다(sans distinction d'origine, de race ou de religion). 이 조항에 따라, 프랑스는 1882년 에르네스트 르낭이 'Qu'est-ce qu'une nation?(민족이란 무엇인가?)'에 저술한 데로 같은 언어를 사용하고 서로 공존하려는 의지가 있는 시민들의 영토의 총합이라 할 수 있는 보편 국가가 되기 위해 헌신해왔다.
이 견해와 유럽 공동체의 기본 원칙의 통합에 관한 논쟁은 여전히 열려있다.
많은 수의 외국인들을 전통적으로 프랑스에 살도록 허용되어 왔고 그렇게 성공해왔다. 프랑스는 이민자들에 대한 개방성, 관용 및 이용 가능한 서비스의 질을 오랜 기간 가치있게 여겼다. 프랑스 시민권 지원은 양국 간 복수 국적 합의가 존재하지 않는 한 이전 국가 충성의 포기로 해석된다 (예외 : 스위스의 경우 : 프랑스와 스위스 모두 가능). 유럽 연합의 조약으로 공식적으로 이동을 허용하였고 유럽 시민들은 국가 부문에서 공식 고용 권리를 누린다.
보편적 가치를 지닌 포괄적인 국가를 자처하는 프랑스는 항상 동화를 가치있게 여기고 강력히 지지했다. 하지만 그러한 동화의 성공은 최근에 의문시되고있다. 소수민족 지역사회(공동체주의) 성장과 함께 불만이 증가하고 있다. 일부 문제가 있고 빈곤했던 교외(les quartiers sensibles)에서 벌어진 2005년의 프랑스 폭동이 이러한 긴장의 예이다. 그러나 그들을 민족적 갈등으로 해석되어서는 안되고(미국과 영국등의 다른 국가들에서는 이전에 나타났다), 적절한 통합을 위험에 빠뜨리는 사회 경제적 문제에서 발생한 사회적 갈등으로 보아야한다.

## 역사
프랑스인들은 갈리아인, 로마인, 서유럽의 켈트인, 이탈리아인뿐만 아니라 브르타뉴인, 아퀴타니인, 리구리아인 더 적은 부분에서는 이란계 알라니족들의 후손이며, 프랑크 왕국의 건립에 도착한 프랑크인, 서고트인, 수에비인, 색슨인, 알레만니인, 부르군트인 같은 게르만족들과 섞이게 되었고, 이후 9세기에 노르망디와 브르타뉴에 정착한 바이킹(노르만인) 같은 게르만계인들과도 섞이게 되었다.
프랑스라는 명칭의 어원은 프랑크인들의 영역인 프랑크 왕국에서 유래되었다. 프랑크인들은 로마 제국 말기에 로마령 갈리아 속주로 넘어온 게르만 부족들이다.

### 켈트인과 로마령 갈리아 속주

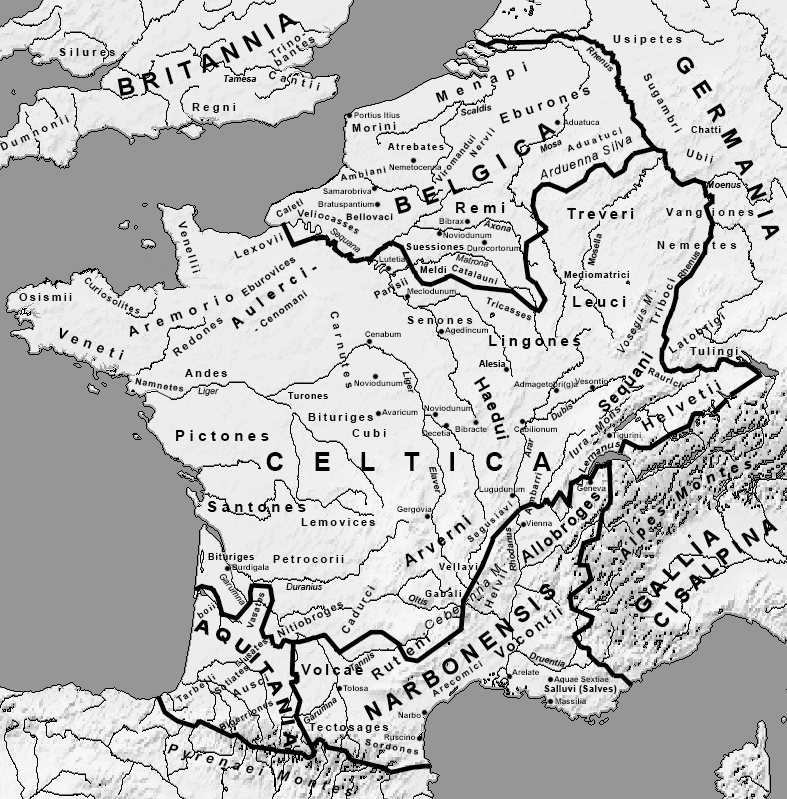
로마의 정복 완료 이전의 갈리아 지도 (BCE 58년) 와 5개의 주 지역 : 켈트카, 벨기카, 키살피나, 나르보넨시스, 아퀴타니아.

로마 시대 이전 모든 갈리아 지역(오늘날 서유렵이라고 포함하는 곳들인 프랑스, 벨기에, 독일과 스위스의 일부, 북부 이탈리아)에는 갈리아계 부족이라고 총괄적으로 알려진 다양한 사람들이 거주했다. 그들의 조상은 BCE 7세기에 중부 유럽에서 온 켈트인들이며(새로운 연구에 따르면), 리구리아인(알프스와 프로방스), 피레네 산맥의 동쪽 밑에 지역의 이베리아인(아베니우스(Avenius)에 따르면 아그드 남부), 아키텐의 아퀴타니인(그들중 일부는 바스크인)들을 제외하고는 확실하게 정의를 내릴 수 없는 토착 민족들을 지배하였다. 일부 지역, 특히 북부와 동부 지역에서는 게르만계 혼혈(벨가이족)들이 있었다. 그들 중 많은 이들은 로마인들의 정복 시기에 이미 갈리아어로 소통했고 일부에서는 켈트 - 게르만어의 크레올을 사용한 것으로 보인다.
갈리아는 BCE 58-51년에 로마의 집정관 율리우스 카이사르의 지휘하의 로마 군단들에게 군사적으로 정복되었다(동남부 지역은 이미 한 세기 이전에 정복되었다). 그후부터 이 지역은 로마 제국의 일부가 되었다. 다섯 세기가 흘러 두 문화는 뒤섞여, 갈로-로만 문화가 탄생하였다. 갈리아의 토착어는 서서히 사라져서 프랑스 북부에서 프랑크족의 영향으로 프랑스어로 발전하게 된 속라틴어로 대체되었다. 오늘날 프랑스에서 켈트 문화와 언어의 마지막 보루는 브르타뉴의 북서부 지역에서 찾아볼 수 있으며, 그럼에도 이것은 갈리아어의 생존의 결과가 아니라 영국에서 브리소닉어 구사자 켈트인들의 5세기 이주의 결과이다.

### 프랑크 왕국
서유럽에서 로마 제국의 쇠퇴와 함께, 게르만족 연합이 이 상황에서 들어왔으며:프랑스인을 의미하는 단어에서 유래한 프랑크인들도 그러하였다. 프랑크인들은 로마 시대에 이미 라에티로서 갈리아 북부 지역에 정착하기 시작한 게르만 이교도들이다. 그들은  3세기에서 7세기 사이 오늘날 네덜란드와 독일에서 라인강을 건너는 걸 계속하였다. 이에 대한 시작은 그들이 로마 군대에 복부해서였고 고위 계급에도 오르기도 했다. 그들의 언어는 여전히 프랑스 북부 (베스트호크)의 네덜란드어(플라망-저지대 프랑코니아어)와 로렌의 프랑크어(중부 프랑코니아어)의 종류로 의사소통했다. 또다른 게르만 부족이 알자스로 대규모의 이주를 해왔는데 이들은 바로 알레만니인들이며, 알자스 지역이 알레만어를 사용하는 걸 설명해준다. 그들은 프랑크인들의 경쟁자들이었고 르네상스 시기에 프랑스어로 독일을 뜻하는 단어가 알레망(Allemand)이 되었지에 대한 이유이다.
메로빙거 왕조의 클로비스 1세와 그의 아들들이 이끌던 6세기 초 프랑크인들은 그들의 이름을 전해준 국가인 오늘날 프랑스만큼의 영토를 통합시켜냈다. 프랑스에 도착한 또다른 주요 게르만족(서고트인과 부르군트인 이후)들은 오늘날 덴마크와 노르웨이 출신의 바이킹 약탈자들인 노르드인으로, 데인로 출신의 앵글로스칸디나비아인과 앵글로색슨족과 함께9, 10세기에 오늘날 노르망디라고 알려진 북부 지역에 정착했다. 바이킹들은 마침내 토착 주민들과 조화가 되었고, 이 과정에서 기독교로 개종하였다. 2세기 후, 노르만인들은 잉글랜드와 남부 이탈리아를 정복하였다.
그럼에도 결국에는 노르망디 공국은 중세 시기에 프랑스 왕국에 합병되었다. 1099년에 세워진 예루살렘 왕국은 120 000명(대부분 프랑스어 구사자 서유럽인들)의 프랑크인들이 350,000명이 넘는 무슬림, 유대인, 토착 동방 정교인들을 다스렸다.

### 프랑스 왕국

"태양왕" 루이 14세

노르만인 침입 이후 약 900년 동안 프랑스는 상당히 정착 된 인구를 가지고있었다. 유럽의 다른 지역과 달리 프랑스는 유럽의 다른 지역보다 출생률이 낮았기에 위그노들을 제외하면 아메리카으로 이민이 상대적으로 적었다. 그럼에도 주로 가톨릭교도 프랑스인들은 당시 프랑스의 영토였던 아카디, 캐나다 (누벨프랑스), 루이지애나주와 더불어 서인도 제도, 마스카렌 제도, 아프리카 식민지의 정착을 이끌었다.
1687년 12월 30일 프랑스인 위그노 공동체가 남아프리카에 정착했다. 이들은 본래 케이프 식민지에 정착했지만 아프리카너인으로 빠르게 흡수되었다. 1608년 샹플랭의 퀘백 건설 후, 퀘백은 누벨프랑스의 수도가 되었다. 정착을 장려하는 것은 어려웠고 이민은 일부가 일어 났을 뿐이었으며, 1763년 당시 누벨프랑스의 인구는 65,000명정도였다. 1713년부터 1787년까지 프랑스에서 30,000명의 이민자들이 생도맹그로 갔다. 1805년에 프랑스가 생도맹그 (아이티)를 떠날 때, 35,000명의 프랑스 이주민들이 쿠바에 토지를 제공 받았다.
17세기 초까지 카탈루냐의 전체 남성 인구의 약 20 %는 프랑스 출신 이민자들로 구성되었다.
18세기와 19세기 초에 합스부르크 가의 공식 초청으로 오늘날의 오스트리아, 헝가리, 체코, 세르비아, 루마니아에 해당하는 오스트리아 헝가리 제국으로 소수의 프랑스인 이주가 이뤄졌다. 그들 중 일부는 로렌의 프랑스어 화자 공동체 또는 스위스의 발레주 출신의 프랑스계 스위스인 발저(Walser)로 프랑스어와 민족 정체성을 일부 세대 유지했으며, 나중에 바나트(프랑스어:Français du Banat)라고 여겨졌다. 1788년에 프랑스의 개척자들이 세운 8개의 마을이 존재했다.

### 프랑스 공화국

외젠 들라크루아의 민중을 이끄는 자유의 여신.

1789년 프랑스 혁명에 따라 프랑스 제1공화국이 세워졌다. 왕권신수설을 따라 통치했던 옛 프랑스 왕국을 대체했다.
홉스봄은 나폴레옹이 개발한 1880년대의 징병제와 다양한 프랑스의 집단들을 국민주의라는 거푸집에 넣어 프랑스 시민과 일반 국민에 대한 인식을 만든 한편, 프랑스의 지역 언어를 점차 사라지게 한 공공 교육법을 주목하였다.
1871년에 잠시 존재했었던 파리 코뮌의 탄생을 이끈 1870년의 프로이센-프랑스 전쟁은 제1차 세계 대전까지 애국심을 강화하는데 도움이 되었으며, 프랑스 정치인들은 프랑스 국가와 프랑스 국민의 정의에 중요한 역할을 한 분쟁중인 알자스-로렌을 완전히 잃어버린 적은 없었다.
아돌프 크레미외가 제정한 1870년 10월 24일의 법령은 알제리의 모든 유대인들에게 자율성과 프랑스 시민권을 부여하였다.

### 20세기
19 세기와 20 세기의 이민자들의 연이은 물결은 프랑스 문화에 빠르게 흡수되었다. 프랑스의 인구는 프랑스가 산업 혁명에 돌입하며 19세기 중반에 변화하기 시작했다. 산업 성장의 속도는 다음 세기에 수백만 명의 유럽 이민자들을 끌어 들였으며, 특히 폴란드, 벨기에, 포르투갈, 이탈리아, 스페인에서 많은 수가 유입되었다.
1915년부터 1950년까지 많은 이민자들은 체코슬로바키아, 헝가리, 러시아, 스칸디나비아, 유고슬라비아 출신이었다. 서북부 및 동북부 지역의 프랑스인들은 독일과 영국에 친척을 두고 있었다.
1956년과 1967년 사이 알제리, 튀니지, 모로코 출신의 북아프리카 유대인 235,000명이 프랑스 제국의 쇠퇴와 제3차 중동 전쟁으로 인해 프랑스로 이주해왔다. 1968년까지, 북아프리카 출신의 유대인들은 프랑스의 유대인 인구의 대다수를 구성했다. 이 새로운 이민자들은 이미 문화적으로 프랑스 인 이었기 때문에 프랑스 사회에 적응할 시간이 거의 필요하지 않았다. 프랑스 법은 옛 식민지인 북, 서아프리카, 인도, 인도차이나 지역들의 프랑스 국민들인 수천 명의 이주민들 (불어로 colons)에게 프랑스 본토에서 살기 쉽게 해주었다. 1945년 사이공에 거주했던 정착민들은 20,000명으로 추정되며, 1958년 마다가스카르에 거주한 유럽 출신의 거주자들은 68,430명이었다. 160만명의 유럽의 피에 누아르 정착민들은 알제리, 튀니지, 모로코에서 이주해왔다. 1962년 겨우 몇달만에 90만명의 피에 누아르들은 알제리를 떠났으며, 이는 2차세계대전 이후 유럽 최대의 인구 재배치였다. 1970년대 30,000명이 넘는 프랑스인들이 폴 포트 정부가 농장과 토지 소유권을 압수하면서 크메르 루주 정권 기간에 캄보디아를 떠났다.
1960년대 제 2차 세계 대전이 초래한 황폐화 이후 재건 목적과 더 싼 노동력을 필요로 했던 프랑스로의 제 2의 이민 물결이 시작되었다. 프랑스 사업가들은 저렴한 노동력을 찾아 마그레브 국가들을 찾았고, 따라서 프랑스에 대한 노동이민을 장려했다. 그들의 정착은 자크 시라크의 1976년 가족 재결합 법령(Regroupement familia)로 공식화되었다. 그 이후 프랑스는 다른 유럽 국가들에 비해 주요 이민 국가가 아니지만 이민은 더욱 다양해졌다. 북아프리카와 아랍 출신자 이민의 큰 영향은 컸고 수천 년 동안 유럽, 프랑스인, 기독교로서 간주되던 국가에 인종, 사회문화, 종교적 문제를 불러왔다. 그럼에도 불구하고 파리 정치 대학의 교수 쥐스탱 배스(Justin Vaïsse)에 따르면, 무슬림 이민자들의 통합은 배경 발전의 일부로 일어나고 있고 최근 연구들은 20-50%에 이르는 "북아프리카 인들은 족외혼에 대한 상대적으로 높은 경향에 반영된 문화 통합의 높은 수치로 특징지어진다"라는걸 보여주며 그들의 동화의 결과를 보여주었다. 엠마뉘엘 토드에 따르면, 프랑스와 알제리인들 사이의 상대적으로 높은 족외혼은 프랑스와 알제리의 식민지 연결로 설명 될 수 있다고 한다.
소규모 프랑스계 후손자들이 1970년대에 라틴아메리카(아르헨티나, 칠레, 우루과이)에서 프랑스에 도착했다.

## 언어

### 프랑스 본토

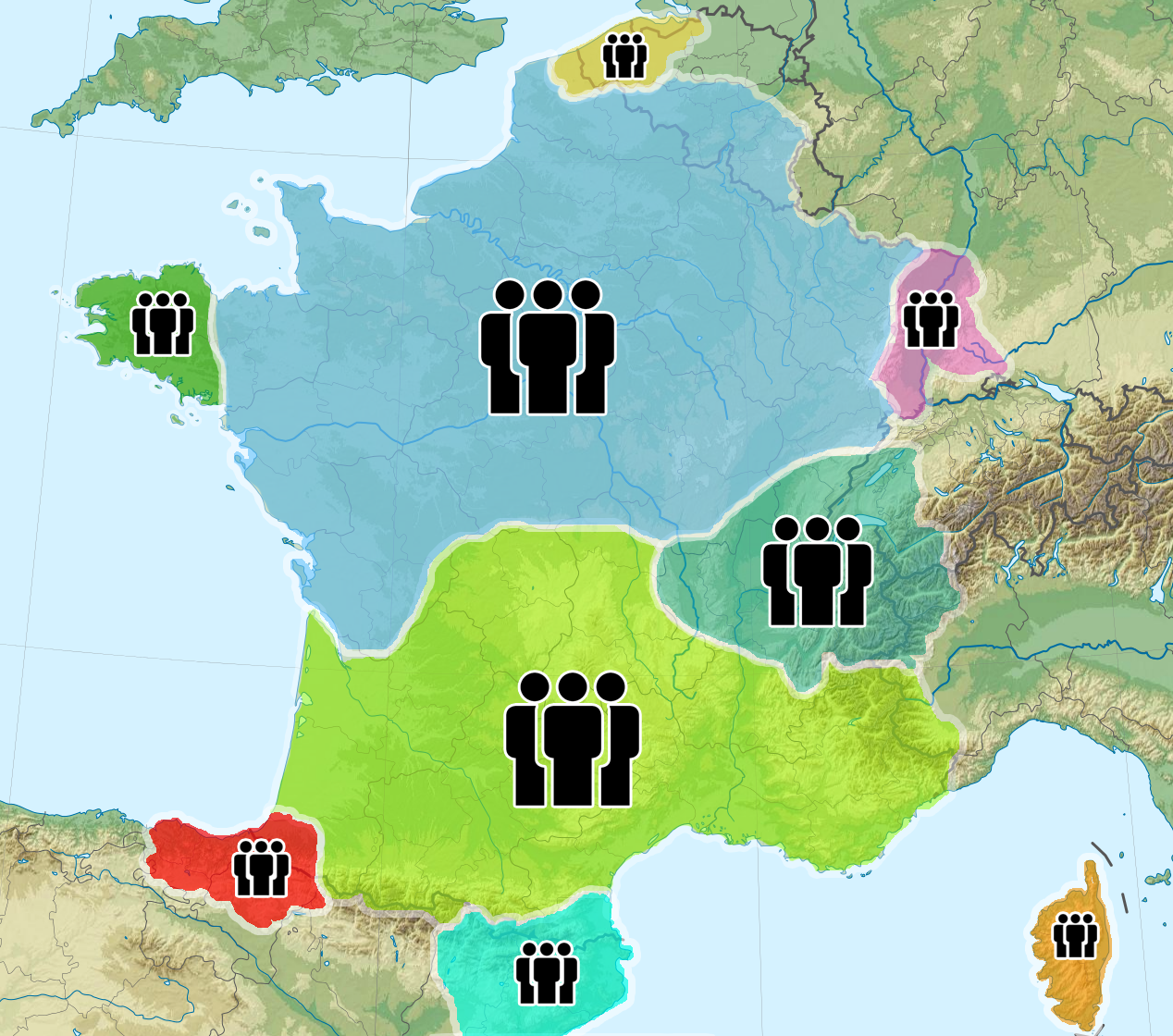
프랑스 본토내 민족 언어적 그룹을 보여주는 지도
알레만 독일인
아르피타니아인
바스크인
브르타뉴인
카탈루냐인
코르시카인
플라망인
오크인
프랑시앵인

대부분의 프랑스 사람들은 프랑스어를 모국어로 사용하지만 노르만어, 오크어, 오베르뉴어, 코르시카어, 바스크어, 프랑스 플라망어, 브르타뉴어과 같은 특정 언어는 특정 지역에서 계속 사용되었다(프랑스의 언어 정책 참조). 프랑스 국민 대다수가 다른 제1언어를 사용했던 시기도 있었다(로렌 프랑코니아어, 피카르디어 또는 시티미어, 갈로어, 서플라망어, 알자스어, 카탈루냐어, 오크어 같은 지역 언어들). 오늘날 많은 이민자들은 집에서 또 다른 언어를 사용한다.
역사가 에릭 홉스봄에 따르면, "프랑스어는 '프랑스'라는 개념에 필수적이다"라고 하였지만, 1789년 프랑스 인구의 50%는 프랑스어를 하지 못 했고 12-13% 정도만이 유창하게 구사했으며, 오일어 지역일지라도, 도시들을 제외하면 일반적으로 사용하지 않았고 교외 지역에서는 아예 사용하지 않았다.

### 해외

영국의 왕실 문장은 Dieu et mon droit, Honi soit qui mal y pense 두 프랑스어 모토를 지녔다.

해외에서 프랑스어는 특히 옛 프랑스 식민지 국가들인 해외 여러 국가에서 사용하고 있다. 그럼에도 프랑스어를 구사하는 것은 프랑스 시민이 되는 것과는 구별된다. 추가로 프랑스어권 또는 프랑스어를 구사하는 것은 프랑스 시민권이나 민족성과 혼동하여서는 아니된다. 예를 들어 스위스의 프랑스어 화자들은 "프랑스 시민"이 아니다.
세인트마틴 섬의 토착 영어 구사자들은 그들이 제1국어로 프랑스어를 하지 못함에도 프랑스 국적을 지녔으며, 반면 인접 국가의 프랑스어를 구사하는 아이티 출신 이주민들은 프랑스어 크레올을 사용함에도 여전히 외국인으로 남아있다. 유럽 이외의 프랑스계 조상들을 두는 많은 사람들은 다른 제1국어를 사용하며, 북미 지역 대부분(프랑스계 캐나다 지역을 제외한)에서는 특히 영어를, 남미에서는 스페인어와 포르투갈어, 남아프리카에서는 아프리칸스어를 사용한다.
영어로 형용사 "French"(프렌치)는 "프랑스 시민" 또는 "프랑스어 구사자"로 사용할 수 있고, 사용법은 문맥에 따라 다르며, 전자의 경우는 프랑스에서 흔히 볼 수 있다. 후자의 의미는 캐나다 내부 문제를 논의 할 때 캐나다에서 자주 사용된다.

## 국적, 시민권, 민족성
현대 프랑스 민족은 라틴인과 켈트인, 이베리아인, 리구리아인, 남부 프랑스의 그리스인과 로마 제국 말에 도착한 프랑크인, 부르군트인 같은 게르만족과 9세기에 노르만인들과 뒤섞여 대부분 노르망디에 정착한 바이킹들의 후손들이다.
도미니크 슈나페에 따르면, "민족에 대한 고전적 개념은 종족 집단에 반대하는 개방 된 공동체로서의 확고한 의지와 모든 특유주의를 초월한 통일 된 공공 영역의 규칙을 수용함으로써 함께 표현하고자하는 의지이다." 1882년의 에르네스트 르낭의 고전 해석이 뒤받침하는 "함께 살 산다는 것"으로 구성된 민족의 개념은 특히 "프랑스 민족 그룹"을 주장하는 내셔널리즘이 강한 국민전선당 같은 극우 프랑스 정치 세력과는 반대된다. 국민전선당 같은 인종-민족주의 그룹의 담론은 프랑스어 Français de souche 또는 토착의 개념으로서 발전하였다.
프랑스 역사의 전통적 개념은 옛 갈리아에서 시작되어, 프랑스 민족 정체성은 국가의 선도자나 생물학적 조상(이런 이유로 nos ancêtres les Gaulois를 삼가한다), 정서적/정신적 조상 둘다로서 자주 갈리아인들을 보며, 로마의 침략에 맞서 갈리아의 부족들을 연합시켰으나 결국엔 율리우스 카이사르에게 패배한 갈리아 족장인 베르킨게토릭스를 "첫 민족의 영웅"이라고 여긴다. 저명한 프랑스의 만화인 《아스테릭스》에서 주연들은 로마인 침략자들에 맞선 애국적인 갈리아인들인 반면 현대에는 Gaulois 라는 용어가 불어로 "토착" 프랑스인과 이민자의 기원을 구분 짓는 데 사용된다. 토착주의자들의 사용에도 불구하고, 갈리아 정체성은 비토착출신 프랑스인들에게서도 받아들여졌으며, 대표적으로 코르시카와 이탈리아계가 근본이던 나폴레옹 3세는 갈리아, 베르킨게토릭스를 프랑스와 동일시하였고, "새로운 프랑스, 과거의 프랑스, 갈리아는 하나이고 같은 도덕심을 지닌 인간."라고 선언했다.

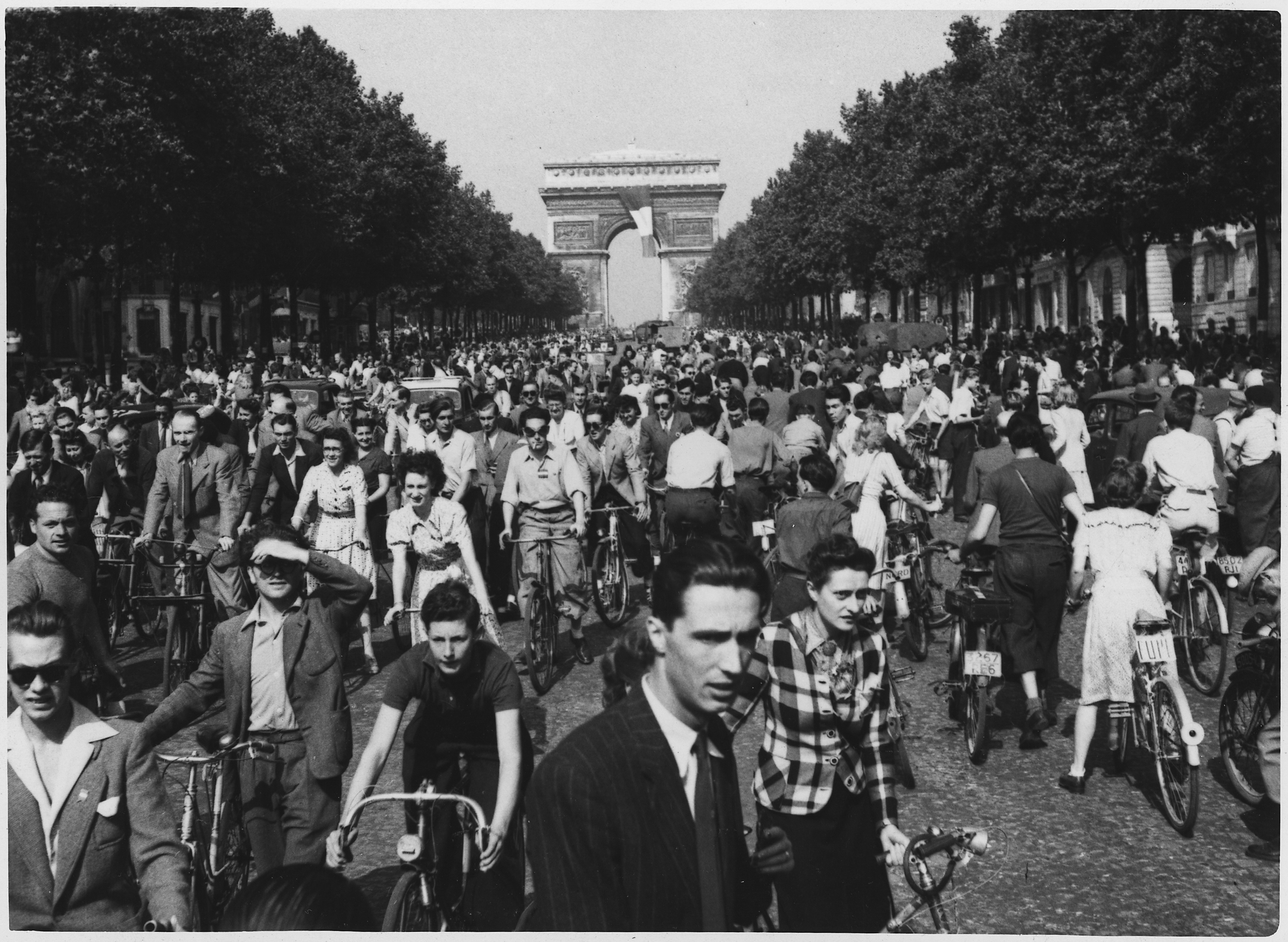
1944년 8월 파리의 프랑스인들.

갈리아 기원을 가지고 있는 프랑스인들의 견해는 역사를 넘어서 진화되어왔다. 프랑스 혁명 이전에는 사회 계급을 나누었으며, 귀족들은 프랑크인들과 동일시하면서 농민들은 토착 갈리아인들로 인식했었다. 19세기 초 동안 지식인들은 공동 민족 신화를 지닌 프랑스 사회내 계층들을 연결하여 힘을 하나로 모으기 위해 프랑스인들을 갈리아인으로서 인식화를 시작하였다. 네브라스카오마하 대학교의 미리엄 크렙스(Myriam Krepps)는 모든 불일치와 침입자 물결의 잇따름(연속)을 덜 강조하는(중요시하지 않는) '통일된 영역(문명의 시작부터 하나의 땅)과 통일된 사람들'의 관점은 1870년대 후반에 프랑스 교과서들의 통합된 역사 커리큘럼에 의해 처음으로 대중들에게 각인되었다고 주장한다.
프랑스 제3공화국 시작 이래로(1871년–1940년), 프랑스 정부는 그들의 민족적 기원에 따라 사람을 분류하지 않았다. 이런 이유로 미국 인구 조사국과 대비되어, 프랑스 사람들은 자신의 민족성을 결정하도록 요구받지 않는다. 민족적, 인종적 분류의 사용은 차별을 피하기 위해 피해지고 있으며, 동일한 규정이 종교에도 적용되며, 프랑스 인구 조사 시에 편집할 수 없다. 이는 고전적인 프랑스의 공화주의적 비본질론자들의 국적 개념은 "프랑스인"은 국적이며 특정한 민족성이 아니라고 하는 프랑스 헌법에 의해 공식화되었다.

### 유전학

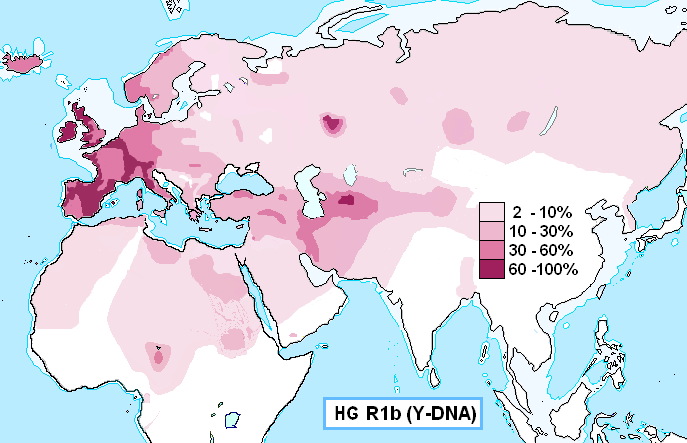
모든 서유럽 인구의 전형적이라고 할 수 있는 하플로그룹 R1b (Y-DNA).

프랑스는 시간이 지남에 따라 유럽을 광범위하게 뒤덮은 다양한 인간 이주로 인한 영향을 받았다. 선사 시대와 신석기 시대의 인구 이동은 프랑스의 유전적 다양성에 영향을 미쳤을 것이다. 2009년 연구에서 프랑스 본토의 7개 지역의 프랑스인 555 가구를 분석하였고 Y DNA 하플로그룹을 따르고 있음을 발견하였다. 주요 5개의 하플로그룹은 R1 (63.41%), E (11.41%) (파리 지역에서 대다수 추적됨), I (8.88%), J (7.97%), G (5.16%)이었다. 하플로그룹 R1b(특히 R1b1b2)는 Y 염색체 계통의 약 60 %를 차지하며, 프랑스에서 가장 지배적인 Y 염색체 혈통인 것으로 밝혀졌다. 이 반수 집단의 높은 빈도는 모든 서유럽 인구에서 전형적이라고 할 수 있다. 하플로그룹 I와 G도 많은 서유럽 인구에 대한 특징적인 지표이다. 하플로그룹 J와 E1b1b(M35, M78, M81, M34)는 중동, 북아프리카 및 유럽에서 차등 분포를 갖는 혈통으로 구성된다. 프랑스식 성을 가진 성인만이 연구에 의해 분석되었다.
| 지역                     | 조사 인구 | BD   | E*    | E-M35* | E-M78 | E-M81 | E-M34 | G    | I     | J1   | J2   | K    | N1c  | P*   | R1a  | R1b1  | T    |
| 1 알자스                 | 80        | 0    | 0     | 0      | 6.25  | 0     | 3.75  | 2.50 | 8.75  | 1.25 | 8.75 | 1.25 | 0    | 0    | 3.75 | 58.75 | 5    |
| 2 오베르뉴               | 89        | 0    | 2.25  | 0      | 3.37  | 5.62  | 1.12  | 8.99 | 4.49  | 3.37 | 7.87 | 1.12 | 0    | 0    | 5.62 | 52.80 | 3.37 |
| 3 브르타뉴               | 115       | 0    | 0     | 0      | 0     | 0     | 0     | 1.74 | 13.04 | 0.87 | 2.61 | 0    | 0    | 0    | 0.87 | 80.88 | 0    |
| 4 일드프랑스             | 91        | 0    | 10.99 | 0      | 4.40  | 5.49  | 1.10  | 4.40 | 7.69  | 1.10 | 5.49 | 0    | 1.10 | 0    | 2.20 | 56.05 | 0    |
| 5 미디피레네             | 67        | 0    | 1.49  | 1.49   | 2.99  | 1.49  | 1.49  | 4.48 | 10.45 | 4.48 | 7.46 | 0    | 0    | 0    | 2.99 | 59.69 | 1.49 |
| 6 노르파드칼레           | 68        | 0    | 1.47  | 1.47   | 5.88  | 4.41  | 0     | 7.35 | 8.82  | 0    | 5.88 | 0    | 0    | 0    | 2.94 | 61.76 | 0    |
| 7 프로방스알프코트다쥐르 | 45        | 2.22 | 0     | 2.22   | 8.89  | 2.22  | 0     | 6.67 | 8.89  | 0    | 6.67 | 0    | 0    | 4.44 | 0    | 55.55 | 2.22 |
| 프랑스 본토              | 555       | 0.32 | 2.31  | 0.74   | 4.54  | 2.75  | 1.07  | 5.16 | 8.88  | 1.58 | 6.39 | 0.34 | 0.16 | 0.63 | 2.62 | 60.78 | 1.73 |

프랑스 남부의 지역들은 고대 시대 기간에 프로방스에 포도 재배 방법을 전래해주고 마르세이유와 니스 같은 도시들을 세운 고대 그리스인들에게 식민지화가 됐었다. 2011년 연구에서 프랑스 본토 지역의 프로방스 출신 남부 프랑스인 51명과 기원전 6세기 고대 그리스 식민지인 마살리아(마르세이유), 알라리에(코르시카의 알레리아)의 옛 적재 항구인 스미르나와 소아시아 포카이아에서 조상을 둔 아나톨리아 출신 그리스인들 89명의 개체를 분석하였다. 해당 연구의 혼합물 분석에서 프로방스의 Y 염색체 중 17 %가 그리스 식민지화에 기인한 것으로 나타났다. 연구는 "토착 켈트-리구리아인 인구에 그리스 식민지 출신들의 추정치는 철기 시대의 프로방스 인구에 엘리트 중심적인 그리스계 남성들을 암시할때, 기대치는 최대 10%에 이를 것으로 추정된다."라고  결론지었다. 이 증거는 현대의 남부 프랑스인 가운데 고대 그리스인들의 유전자 풀이 지속되는 것을 증명한다.

### 국적과 시민권
프랑스 국적은 자동으로 시민권을 부여하는 것과는 의미하지 않는다. 프랑스인들의 일부 범주는 지난 몇 년 동안 완전한 시민권에서 제외되었다:
- 여성: 파리 해방전까지 프랑스 여성들은 참정권이 허용되지 않았다. 임시 정부의 주석인 드 골은 이에 대한 해결 방안으로 1944년 4월 12일에 참정권을 부여하였다. 그럼에도 프랑스 여성들은 여전히 정치 계급에서 과소로 고통받고있다. 2000년 6월 6일 동등성에 관한 법률은 이 문제를 해결하려고 시도했었다.[45]
- 군인: 오랜 기간 군인들은 정치 생활을 방해하는 것을 금지하는 것과 관련하여 "라 그란데 뮈에트"(la grande muette, "위대한 음소거")라고 불렸다. 프랑스 제3공화국 기간 프랑스군은 대부분이 반공화주의자들이었다. 드레퓌스 사건과 마크마옹이 이끈 왕당파들의 쿠데타인 1877년 5월 16일의 헌법 위기는 반공화주의 정신의 예라고 할 수 있다. 따라서 그들은 1945년 8월 17일에서야 투표권을 얻었다:드 골의 프랑스 국내 저항에 대한 기여는 군인과 공화국을 화해시켜냈다. 그럼에도 불구하고 군인은 1972년 7월 13일 일반 군법에 관한 법률에 명시되어 있듯이 일반인들의 모든 자유로부터 이익을 취하지 못한다.
- 미성년자: 발레리 지스카르 데스탱 대통령이 투표로 이끈 1974년 7월 법률은 성년의 나이를 21세에서 18세로 낮췄다.
- 귀화한 외국인: 1973년 1월 9일 법률 이후로 프랑스 국적을 획득한 외국인들은 투표를 하기 위해 더 이상 국적 획득 후 5년을 기다릴 필요가 없어졌다.
- 식민지 거주자: 1946년 5월 7일 법률은 제1차 세계 대전과 제2차 세계 대전 중 사망한 "제국"(티라이외 등)의 군인은 시민이 아니라고 밝혔다.[46]
- EU 회원국의 외국인 시민의 특수한 경우, 프랑스 인이 아니더라도 프랑스 지역 선거에 투표가 허가되고[47] 프랑스 영사관 또는 외교 사절단에 도움을 구할 수 있다.[48]

프랑스는 시민권 박탈을 시행한 첫 번째 국가 중 하나이다. 철학자 조르조 아감벤이 이 법률에 지정되었고 1915년 "적국"을 기원으로 한 귀화 시민에 관한 시민권 박탈을 허용한 이 법률은 그러한 입법의 첫 번째 사례 중 하나였으며, 나치 독일도 1935년 뉘른베르크법으로 시행하였다.
뿐만 아니라 "국민 국가의 위기"를 주장한 몇몇 저자들은 국적과 시민권이 별도의 개념이 될것이라 주장하였다. 그들은 "국제", "초국가적 시민권" 또는 세계시민의식을 예로 들었다(국제사면위원회나 그린피스 같은 국제 비정부 기구 회원). 이는 "탈민족주의 시민권"을 향한 길을 가리킨다.

### 다문화주의 대 보편주의

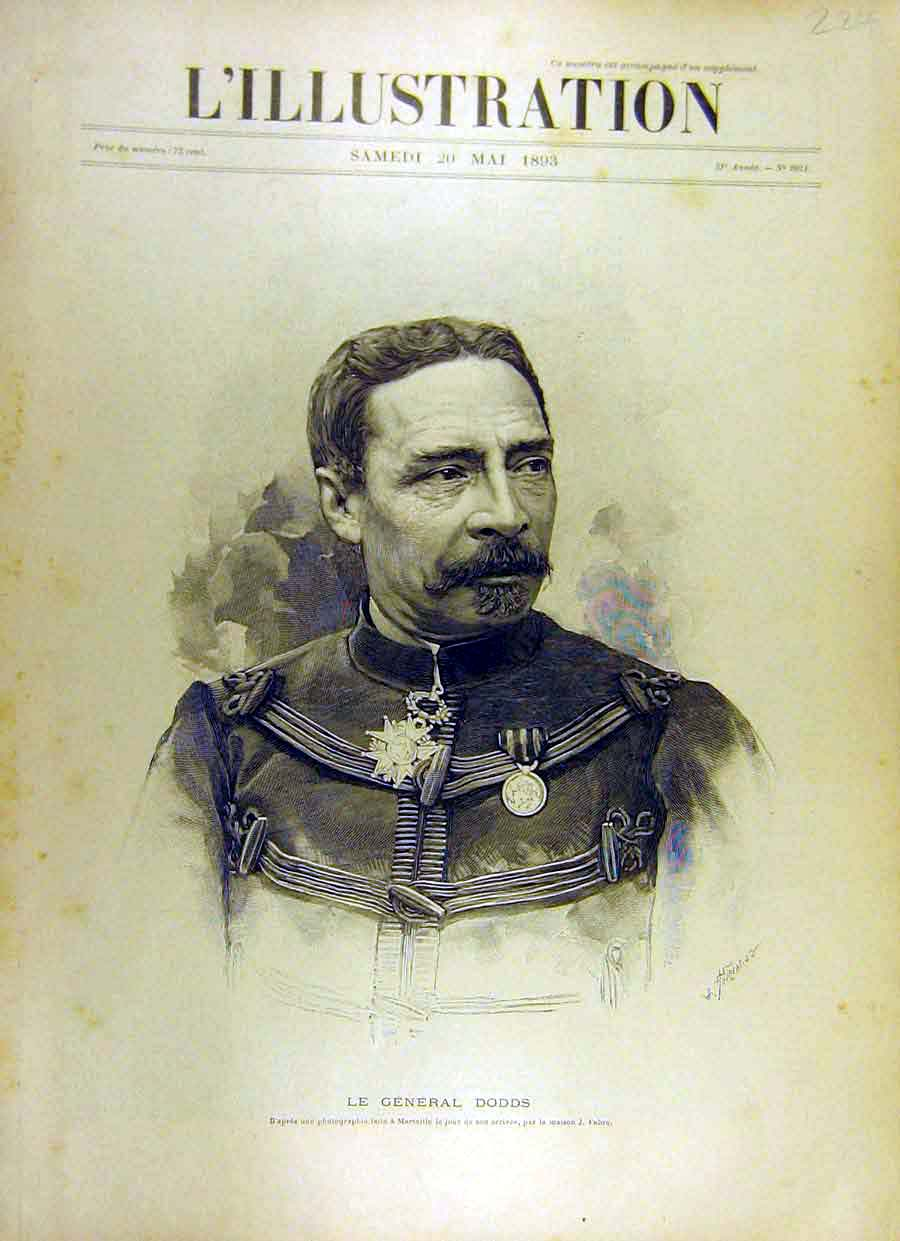
세네갈 출생의 혼혈인으로 프랑스의 사령관이자 식민지 총독 알프레드아메데 도드.

프랑스에서 최근 몇 년사이 보편주의와 다문화주의 사이의 시민권 개념이 대두하였다. 프랑스 시민권은 3가지 요소로 오랫동안 정의되어 왔다:통합, 개인주의 고수, 토양의 으뜸(출생지주의). 정치적 통합(인종적 통합만을 한정하는 것만을 포함하는 것이 아니라)은 공동의 정체성을 구축하고 공동적 문화와 역사적 유산으로 개인들을 내부화시키기는 자발적 정책을 기반으로 하고 있다.

## 종교
대부분이 로마 가톨릭을 믿지만, 16세기에 프랑스 종교개혁이 있었기 때문에 개신교 신자들도 있다. 교회역사학자들은 이들을 위그노라고 부르는데, 앙리 4세의 낭트 칙령으로 종교의 자유를 존중받았다. 하지만 루이 14세 때에 개신교 차별금지법인 낭트칙령이 폐지되어 차별을 받게 되자 위그노들은 미국, 네덜란드, 독일 등으로 망명하였다. 배재대학교에서 복지신학을 가르치는 이성덕 교수가 쓴 살림지식총서《종교개혁》(살림)에 따르면 불란서의 개신교 신자들은 1802년에 종교의 자유를 존중받았다. 일부는 이슬람교 신자도 있는데 과거 식민지였던 북아프리카 사람들이 믿고 있다.

## 대한민국의 프랑스인
서울 서초구 반포4동 방배중학교 앞 일대 서래마을 (일명 "서울 속 작은 프랑스")에 1985년 프랑스학교가 들어서면서 프랑스인이 모여 살기 시작, 2006년 현재 반포4동에만 프랑스인이 560명은 산다는 게 서초구의 추정이다.

## 같이 보기
- 프랑스 사람 목록